# Santa Ana (Misiones)

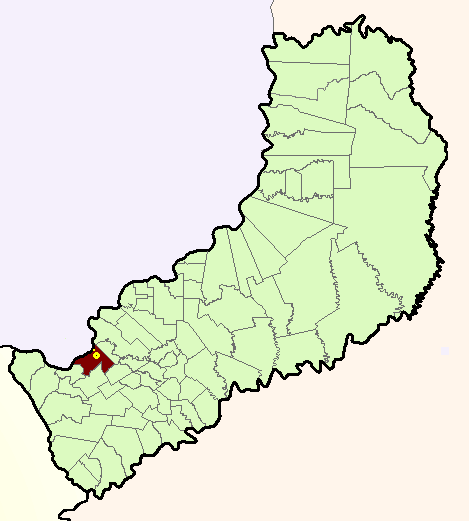
Àrea del municipi d'Ana a la Província de Missions; el punt petit és la localitat de Santa Ana

Santa Ana és una ciutat argentina de la província de Misiones, capçalera del Departament de Candelaria. Al municipi també hi ha el nucli urbà de Puerto Santa Ana.
Se situa a una latitud de 27° 21' Sud i a una longitud de 55° 36' Oest, sobre la intersecció de la Ruta Nacional 12 i la Ruta Provincial 103, a la vora del riu Paraná. Compta amb una població de 5.092 habitants.
La ciutat comptava amb un actiu port per la característica d'aigües profundes, que permet la navegació de vaixells de major importància, que ha quedat reduït en l'actualitat a l'activitat sorrera, ja que és el lloc de la província de major extracció de sorra.
A 2000 metres de l'accés de la localitat es localitzen les Ruïnes Jesuítiques de Santa Ana, que van ser declarades Patrimoni Mundial de la Humanitat per la UNESCO l'any 1984.